# Charles Haddon Spurgeon

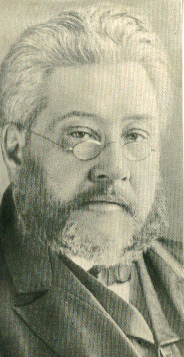
Charles Haddon Spurgeon

Charles Haddon Spurgeon (* 19. Juni 1834 in Kelvedon, Essex, England; † 31. Januar 1892 in Menton, Frankreich) war ein englischer Baptistenpastor. Er gilt als einer der bekanntesten Prediger des 19. Jahrhunderts.

## Leben
Die Eltern Spurgeons waren Mitglieder einer Freikirche. Den entscheidenden Anstoß, sich dem christlichen Glauben zuzuwenden, bekam Spurgeon als 15-Jähriger in einer methodistischen Gemeinde in Colchester. Durch sein intensives Lesen in der Bibel kam er zu dem Schluss, dass nach dem Neuen Testament die Taufe dem persönlichen Glauben nicht vorangehe, sondern dass sie dem Glauben folgen müsse. Er hielt deshalb seine Taufe als Kind für unzureichend und ließ sich am 3. Mai 1850 in einer Baptistengemeinde erneut taufen. Bereits ein Jahr später wurde er zum Baptistenpastor berufen. 1854 trat er eine Predigerstelle in London an. Sieben Jahre später war seine Gemeinde, die New Park Street Baptist Church, so sehr gewachsen, dass eine neue Kirche, das Metropolitan Tabernacle, mit über 5000 Sitzplätzen gebaut werden musste. Seine Predigten wurden stenografiert, wöchentlich verkauft und später in viele Sprachen übersetzt. Ab 1855 wurden seine Predigten in Zeitschriften, Traktaten und Büchern weltweit verbreitet. Wöchentlich erschienen neue Spurgeon-Predigten. 1856 begann Spurgeon mit der systematischen Ausbildung von Pastoren am von ihm gegründeten Pastors’ College. Von 1866 bis 1879 baute er das Stockwell Orphanage auf, eine Betreuungseinrichtung für Waisenkinder.
Am 8. Januar 1856 heiratete Spurgeon Susannah, eine Tochter von Robert Thompson. Der Ehe entstammen zwei Söhne, die Zwillinge Charles und Thomas, geboren am 20. September 1856.

## Werk
„Spurgeons Verkündigung ist durch Eindeutigkeit ihres Inhalts und Reichtum in der Form gekennzeichnet.“

 Sein Altersbekenntnis lautete: „Meine ganze Theologie ist auf vier Worte zusammengeschrumpft: Jesus starb für mich!“ Spurgeon war durch und durch Missionar und hielt an der calvinistischen Prädestinationslehre fest. Ebenso war er der tiefen Überzeugung, dass die gesamte Bibel verbal inspiriert sei.

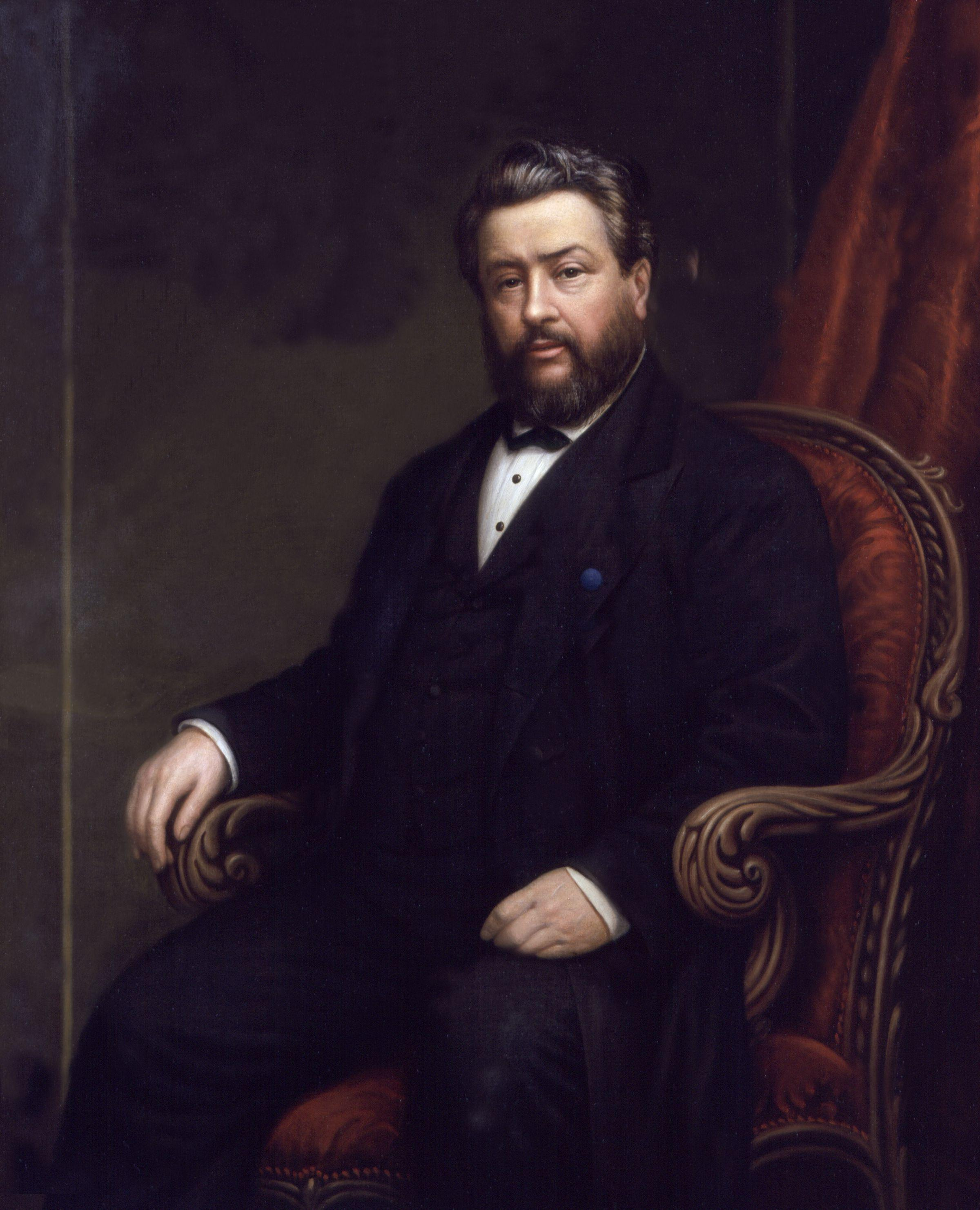
Charles Haddon Spurgeon gezeichnet von Alexander Melville

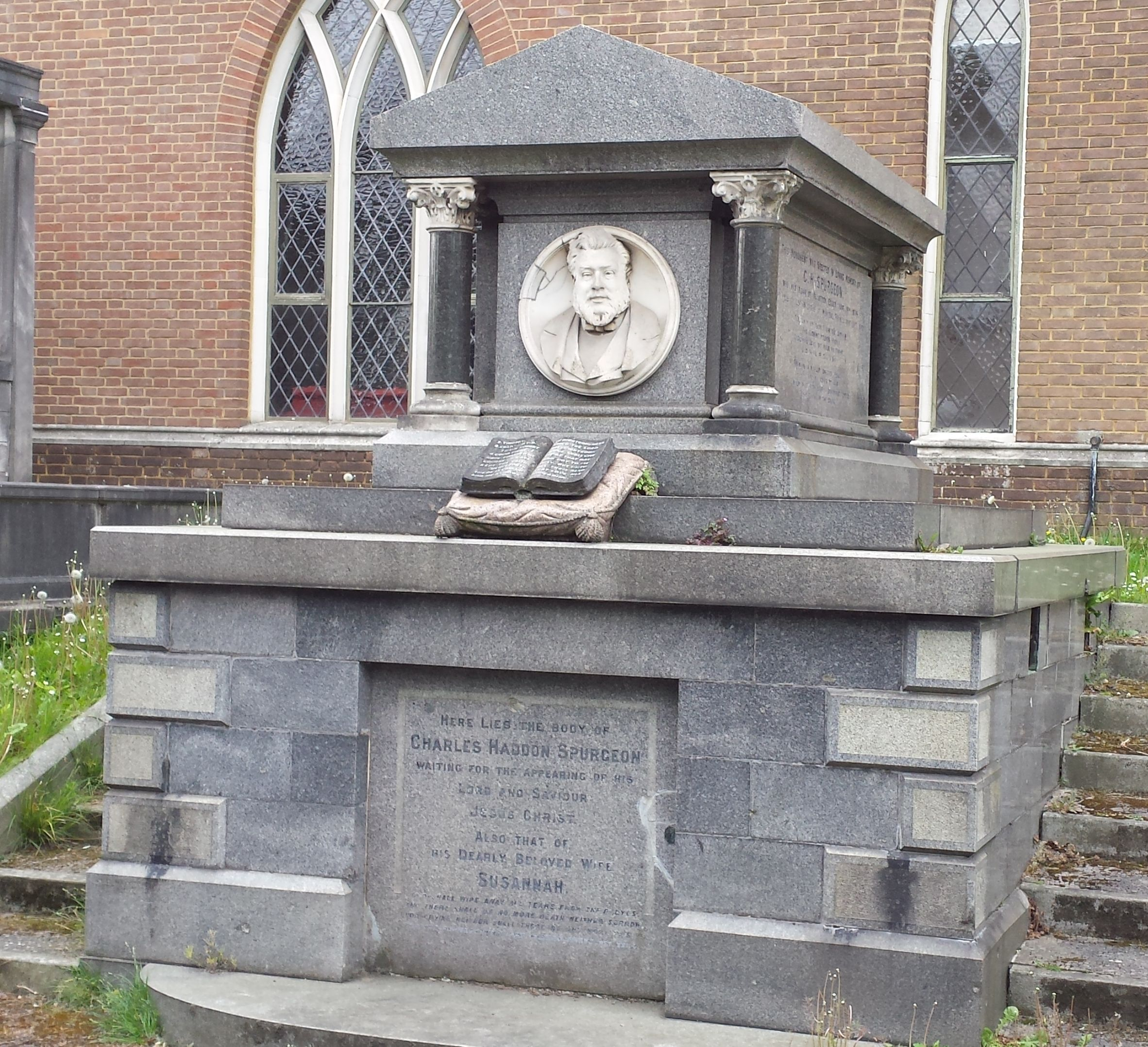
Grab von Charles Spurgeon, West Norwood Cemetery, London

Von seinen zahlreichen Schriften sind besonders zu erwähnen:
- Ratschläge für Prediger (1856, Neuauflage 1975)
- Bibel und Zeitung (deutsch 1881)
- Die Schatzkammer Davids. Psalmkommentar in 7 Bänden (deutsch 1894)
- Die Kunst der Illustration (deutsch 1905)
- Kleinode göttlicher Verheißungen – ein Andachtsbüchlein für den täglichen Gebrauch

Auch in Deutschland ist noch heute Spurgeons Einfluss auf kirchliche und freikirchliche Kreise nachhaltig; seine Predigten, Andachten und biblischen Kommentare sind beliebte Hilfsmittel für Hausandacht, Laienpredigt und für die homiletische Schulung zukünftiger Pastoren.
Zwischen Spurgeon und dem Begründer der deutschen Baptistengemeinden Johann Gerhard Oncken bestand eine enge Verbindung. Über viele Jahrzehnte erschienen die Predigten und Schriften Spurgeons in dem von Oncken gegründeten Verlagshaus, dem heutigen Oncken-Verlag.

## Gedenktag
31. Januar im Evangelischen Namenkalender.

## Verfilmung
Anlässlich des 175. Geburtstags des Volkspredigers wurde das Leben Spurgeons als Dokudrama verfilmt. Die Produktion war ein Gemeinschaftsprojekt der britischen Christian Television Association, des Christian History Institutes (USA) und des Mediensenders ERF Medien (Deutschland) aus Wetzlar.

## Schriften (Auswahl)

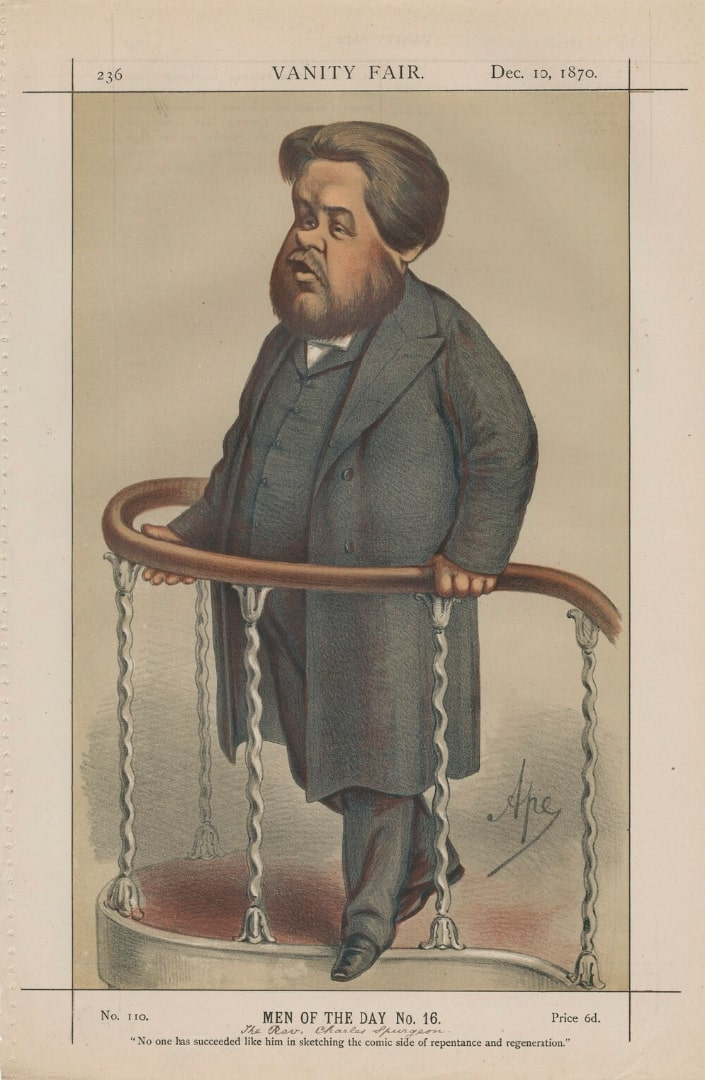
Zeitgenössische Spurgeon-Karikatur (1870)

- Der Himmel und die Hölle. Predigt über Matthäus 8, 11+12, zu London im Freien vor etwa 12000 Zuhörern gehalten. Selbstverlag des Evangel. Brüder-Vereins, Elberfeld 1860. Digitalisierte Ausgabe der Universitäts- und Landesbibliothek Düsseldorf
- Excentrische Prediger. Oncken Nachfolger, Hamburg 1881
- Vorträge bei Pastoral-Conferenzen. Johannes Schergens, Bonn 1883
- Der größte Kampf in der Welt. Konferenzrede. Vom Verfasser autorisierte Übersetzung von E. Spliedt. Hagen i. W. 1891
- Der Seelengewinner. Max Kielmann, Heilbronn 1896
- An der Pforte – ein Wort an Suchende. Johannes Schergens, Bonn 1897
- Alttestamentliche Bilder – 52 Predigten. Oncken Nachfolger, Hamburg 1897
- Darf ich glauben? Oncken Nachfolger, Hamburg 1898
- Weide meine Lämmer. Oncken Nachfolger, Hamburg 1898
- Habt nicht lieb die Welt! Gundert, Stuttgart 1898
- Der Weg aus den Irrwegen des Zweifels. Oncken, Cassel 1900
- Gott der heilige Geist. Oncken, Cassel 1900
- Sieben Wunder der Gnade. Oncken Nachfolger, Kassel s. a.
- Den Menschen ein Wohlgefallen. Oncken Nachfolger, Kassel s. a.
- Saat und Ernte. Oncken, Kassel 1905
- Ein Born des Heils. Oncken, Kassel 1953
- Es sind nicht alles Jäger, die das Horn blasen. R. Brockhaus, Wuppertal 1967
- Ratschläge für Seelengewinner. Johannis, Lahr 1975; Oncken, Wuppertal und Kassel / Evangelische Gesellschaft für Deutschland 1986, ISBN 3-7893-7186-6
- Ein Gramm Glauben wiegt mehr als Berge von Philosophie. Aphorismen. Oncken, Wuppertal/Kassel 1976, ISBN 3-7893-0507-3
- Aus der Schatzkammer Davids. Die Botschaft von Sünde und Gnade in den Psalmen. Oncken, Wuppertal/Kassel 1977, ISBN 3-7893-7057-6
- Ganz aus Gnaden. Oncken/Evangelische Gesellschaft für Deutschland, Kassel/Wuppertal 1977, ISBN 3-7893-0162-0
- Auf dein Wort. 1978
- Hören und schauen oder Ermutigung für Gläubige. Liebenzeller Mission, Bad Liebenzell 1980
- Es steht geschrieben. Oncken, Wuppertal 1980
- Sein Haus hat offene Türen. Oncken, Wuppertal 1981
- Betet ohne Unterlaß. Gedanken und Predigten über das Reden mit Gott. Oncken, Wuppertal/Kassel 1982, ISBN 3-7893-7108-4
- Aus der Schatzkammer Davids. Psalmenkommentar in 4 Bänden. 1983
- Alles zur Ehre Gottes. Autobiografie. Oncken, Wuppertal/Kassel 1984, ISBN 3-7893-3301-8
- Sein Haus hat offene Türen. Einladung zum Glauben. 2. Auflage. Oncken, Wuppertal/Kassel 1984, ISBN 3-7893-7088-6
- Guter Rat für allerlei Leute. 2. Auflage. Oncken/Evangelische Gesellschaft für Deutschland, Kassel/Wuppertal 1985, ISBN 3-7893-7166-1
- Hast du mich lieb? 15 ausgewählte Predigten mit Texten aus dem Neuen Testament. Christliche Literaturverbreitung, Bielefeld 1986, ISBN 978-3-89397-301-9
- Kraft der Verheißung. Evangelische Versandbuchhandlung O. Ekelmann Nachf., Berlin 1987
- Heilig dem Herrn. Christliche Literatur-Verbreitung, Bielefeld 1987
- Es steht geschrieben. Die Bibel im Kampf des Glaubens. Evangelische Gesellschaft für Deutschland/Oncken. Wuppertal/Kassel 1987. ISBN 3-7893-7083-5
- Ich bin der Herr dein Arzt. Worte des Trostes für Kranke, Betrübte und Notleidende. 13. Taschenbuchauflage. R. Brockhaus, Wuppertal 1987
- Auf dein Wort. Andachten für jeden Tag. Christliche Literaturverbreitung, Bielefeld 1988, ISBN 978-3-89397-305-7
- Gehet ein durch die enge Pforte. Ein Wort an Suchende. Herold, s. l. 1989, ISBN 978-3-88936-061-8
- Welche der Geist Gottes treibt. Verlag der St.-Johannis-Druckerei, Lahr-Dinglingen 1991
- Die Tür ist offen. Christliche Literatur-Verbreitung, Bielefeld 1991
- Vom Geheimnis der schönsten Liebe. Predigten über das Hohelied Salomos. Johannis, Lahr 1992, ISBN 3-501-01154-7
- Ein Leben für die Schafe. Christliche Literaturverbreitung, Bielefeld 1992, ISBN 978-3-89397-322-4
- Gehe in den Weinberg! Ausgewählte Erweckungspredigten über Gleichnisse Jesu. Christliche Literaturverbreitung, Bielefeld 1992, ISBN 978-3-89397-306-4
- Heilig dem Herrn. Christliche Literaturverbreitung, Bielefeld 1997, ISBN 978-3-89397-387-3
- Christus im Alten Testament. Erweckungspredigten über alttestamentliche Vorbilder. Christliche Literaturverbreitung, Bielefeld 1997, ISBN 978-3-89397-379-8
- Verwandelt in Sein Bild. Spurgeon über persönliche Heiligung. Asaph, Lüdenscheid 1997, ISBN 978-3-931025-23-6
- Mit Wind und mit Feuer. Spurgeon über das Wirken des Heiligen Geistes. Asaph, Lüdenscheid 1997, ISBN 978-3-931025-22-9
- Das Evangelium nach Jesaja. Wartburg, Filderstadt 1998, ISBN 3-9805973-1-8
- Predigt-Entwürfe – Altes Testament. Oncken Nachfolger, Hamburg ca. 1897. Faksimile-Nachdruck. Reformatorischer Verlag Beese, Hamburg 1998, ISBN 3-928936-43-3
- Predigt-Entwürfe – Neues Testament. Oncken Nachfolger, Hamburg 1898. Faksimile-Nachdruck. Reformatorischer Verlag Beese, Hamburg 1998, ISBN 3-928936-44-1
- Worte des Heils. Predigten. Reformatorischer Verlag Beese, Hamburg 1998, ISBN 978-3-928936-40-8
- Alles, was Christus ist, und alles, was Christus hat, ist mein. Predigten über Jesus Christus. Warburg Verein zur Verbreitung christlicher Literatur, s. l. 2000, ISBN 978-3-934633-04-9
- Die Gnade verfolgt ihren Ursprung bis zu Gott. Predigten über Gottes erlösende Gnade. Warburg Verein zur Verbreitung christlicher Literatur, s. l. 2000, ISBN 978-3-934633-05-6
- Gottes Versorgung ist sicherer als alle Banken. Predigten über Gleichnisse. 3L, Friedberg 2001, ISBN 978-3-935188-34-0
- Es ist vollbracht. Christi Worte am Kreuz. Christliche Literaturverbreitung, Bielefeld 2001, ISBN 978-3-89397-615-7
- Weide meine Lämmer. Ratschläge für Eltern und Lehrer. Christlicher Missions-Verlag, Bielefeld 2001, ISBN 978-3-932308-51-2
- Seid stark im Herrn. Predigten für junge Leute. Christlicher Missions-Verlag, Bielefeld 2001, ISBN 978-3-932308-50-5
- Besser keine Entschuldigung als eine schlechte. Predigten über Gleichnisse. 3L, Friedberg 2002, ISBN 978-3-935188-36-4
- Jesus nachfolgen – nicht ihm vorauslaufen. Predigten über die Nachfolge. 3L, Friedberg 2002, ISBN 978-3-935188-35-7
- Nicht vom Throne, sondern vom Kreuz rief er: ‚Es ist vollbracht!‘ Predigten über das Leiden und Sterben Jesu Christi. 3L, Friedberg 2003, ISBN 978-3-935188-37-1
- Ratschläge für Prediger. Reformatorischer Verlag Beese, Hamburg 2003, ISBN 978-3-928936-67-5
- Die Sünde hat unsere Natur so umschlungen, wie die Riesenschlange ihr Opfer umklammert. Predigten über Gleichnisse. 3L, Friedberg 2004, ISBN 978-3-935188-38-8
- Der dreieinige Gott. WFB, Bad Schwartau 2005, ISBN 978-3-930730-04-9
- Fürchtet nicht Tod und Grab. Der Wurm wird ebenso wenig ein Ende mit euch machen wie mit Ihm! Predigten über die Auferstehung. 3L, Friedberg 2005, ISBN 978-3-935188-39-5
- Die Eile des Teufels ist schneller als der Flug des Adlers. Predigten über Gleichnisse. 3L, Friedberg 2005, ISBN 978-3-935188-40-1
- Alles, was Christus ist, und alles, was Christus hat, ist mein. Predigten über Jesus Christus. 3L, Friedberg 2005, ISBN 978-3-935188-32-6
- Besser als Gold. Tägliche Andachten mit den Psalmen. Christliche Literaturverbreitung, Bielefeld 2006, ISBN 978-3-89397-676-8
- Lieber ein wenig von Christi Liebe und von seiner Gemeinschaft als eine ganze Welt voll fleischlicher Wonnen. Predigten über das Hohelied der Liebe. 3L, Friedberg 2007, ISBN 978-3-935188-41-8
- All of Grace. EFB, Wetzikon 2007 Digitalisierte Ausgabe (PDF; 455 kB) der Evangelischen Fernbibliothek
- Ein Jahr mit Spurgeon. 366 Andachten. Gerth, Asslar 2007, ISBN 978-3-86591-194-0
- Die Gnade verfolgt ihren Ursprung bis zu Gott. Predigten über Gottes erlösende Gnade. 3L, Waldems 2009, ISBN 978-3-935188-33-3
- Männer und Frauen des Alten Testaments. Christliche Literaturverbreitung, Bielefeld 2010, ISBN 978-3-89397-675-1
- Alle Dinge sind möglich dem, der da glaubt. Predigten über die Wunder Jesu. 3L, Waldems 2010, ISBN 978-3-935188-42-5
- Kleinode göttlicher Verheißungen. Für jeden Tag eine Verheißung. 27. Auflage. SCM R. Brockhaus, Witten 2010, ISBN 978-3-417-26251-3
- Erwählt vor Grundlegung der Welt. Predigten über die Erwählung und Souveränität Gottes. Betanien, Oerlinghausen 2011, ISBN 978-3-935558-64-8
- Der gute Kampf des Glaubens. Alttestamentliche Predigten. Christliche Literaturverbreitung, Bielefeld 2012, ISBN 978-3-89397-302-6